# União Sport Clube de Baltar
O União Sport Clube de Baltar é um clube de futebol de Portugal, sediado na freguesia de Baltar, hoje elevada a Vila de Baltar, no concelho de Paredes e fundado em 25 de Junho de 1972. É um Clube que resulta do extinto Centro Recreativo Popular de Baltar anteriormente fundado em 1965 e que em 1972 deu lugar ao atual clube, que ao longo da sua existência teve participações nos vários escalões de futebol do AF Porto.
A nível de seniores iniciou na 2ª divisão e por diversas vezes subiu a 1ª divisão da AFP, no entanto em 2000 suspendeu o escalão sénior por um período de 13 anos, até que em 2013/14 se filiou novamente na 2ª divisão da AFP e logo nesse ano consegui a subida de divisão para a 1ª, que ocupa na temporada de 2014/15.
Tem no escalão sénior as cores do equipamento base da fundação- verde-branco-preto (xadrez) e nos escalões de formação as cores verde e preto. Possui instalações desportivas próprias, em terreno pelado (91x51) equipadas com 5 balneários para as equipas e arbitragem.